# Demografia do ateísmo
É difícil de quantificar a demografia do ateísmo. Diferentes pessoas interpretam o "ateu" e termos relacionados de maneiras diferentes, e pode ser difícil traçar os limites entre o ateísmo, as convicções não-religiosas e crenças religiosas e espirituais não-teístas. Além disso, ateus podem não identificar-se como tal, para impedir que sofram de estigma, discriminação e perseguição em alguns países. Apesar desses problemas, um estudo classificou a população mundial de ateus em 2,5%, separada de não-religiosos 12,7%.[ligação inativa]

## Estudos e estatísticas
Alguns governos têm promovido fortemente o ateísmo e outros condenam com veemência, o ateísmo pode em diferentes países ser mais informado ou menos informado. Há um espaço enorme para o debate a respeito da exatidão de qualquer método de estimação. Muitas pesquisas sobre a identificação religiosa pedem às pessoas que se identifiquem como "agnósticos" ou "ateus", o que é potencialmente confuso, pois estes termos são interpretados de forma diferente, com alguns se identificando como sendo ateus agnósticos. Além disso, muitas dessas pesquisas apenas medem o número de pessoas sem religião, não o número real de ateus, ou o grupo os dois juntos. Por exemplo, a pesquisa indica que o rápido crescimento do estado religioso pode ser "sem religião" nos Estados Unidos, mas isso inclui todos os tipos de ateus, agnósticos e teístas.

## Distribuição geográfica
Embora os ateus sejam a minoria na maioria dos países, são relativamente comuns na Europa, Canadá, Austrália, Nova Zelândia, e, em menor número, nos Estados Unidos e no Cone Sul. Uma pesquisa de 1995 atribuída a Encyclopædia Britannica indica que os não-religiosos são cerca de 14,7% da população mundial, e ateus cerca de 3,8%. Outra pesquisa atribuída à Britannica mostra a população de ateus dogmáticos em 0% da população mundial. É difícil determinar se o ateísmo está crescendo ou não. O certo é que em algumas áreas do mundo (como a Europa), o ateísmo e a secularização estão aumentando.
Embora existam mais ateus do que nunca, as pesquisas mostram que as percentagens do ateísmo parecem estar em declínio. Isso pode ser porque as taxas de natalidade nas sociedades religiosas são muito maiores. Isto é semelhante a um inquérito realizado em 2002 por Adherents.com, que estima a proporção de pessoas do mundo que são "seculares, não-religiosos, agnósticos e ateus" em cerca de 14%. Uma pesquisa de 2004 pela BBC em 10 países revela a proporção da população "que não acredita em Deus", varia entre 0% (Nigéria) e 39% (Reino Unido), com uma média aproximada de 17% dos países pesquisados. Cerca de 8% dos entrevistados afirmaram expressamente que se consideram ateus. 65% dos entrevistados em uma pesquisa 2011 pela Associação Humanista Britânica responderam não à pergunta "Você é religioso?". Em 2004, um levantamento da CIA no World Factbook estima que cerca de 12,5% da população do mundo não é religiosa, e cerca de 2,4% são ateus. Uma pesquisa de 2004 pelo Pew Research Center mostrou que a população dos Estados Unidos, 12% das pessoas até 30 anos e 6% das pessoas acima de 30 anos pode ser caracterizada como não-religiosas. Uma pesquisa de 2005 pela AP/Ipsos dez países pesquisados. Das nações desenvolvidas, a população dos Estados Unidos foram as mais seguras da existência de Deus ou um poder superior (2% ateu, agnóstico 4%), enquanto a França teve a maioria dos céticos (19% ateu, agnóstico 16%). Sobre a questão religiosa, a Coreia do Sul teve o maior percentual sem religião (41%), enquanto a Itália teve a menor (5%).

## América do Sul
- Uruguai - 17,2% de ateus ou agnósticos, 23,2%, "acredita em Deus, mas sem religião"[11]
- Argentina - 11,3% "indiferente à religião" (incluindo agnósticos e ateus)[12]
- Chile - ateus ou agnósticos 8,3%[13]
- Brasil - 8% Ateus, agnósticos e sem religião[14][15]
- Colômbia - 1,9% Não-religiosos[16]
- Peru - 1,4% não-religiosos a partir de 1993[17]
- Paraguai - 1,1% Não-religiosos[18]

## América do Norte
- Estados Unidos - 11% de ateus, 10% agnósticos.[19]